# 676 Melitta
676 Melitta هو كويكب، يقع ضمن حزام الكويكبات. اكتشف في 16 يناير 1909.

## روابط خارجية
- 676 Melitta في قاعدة بيانات مختبر الدفع النفاث لأجرام النظام الشمسي الصغيرة

- الاكتشاف · مخطط المدار ·  العناصر المدارية · المعلمات المادية

- 676 Melitta على موقع ويكي سكاي: DSS2, SDSS, GALEX, IRAS, Hydrogen α, X-Ray, Astrophoto, Sky Map, Articles and images